# بلوت-سفن
بلوت-سفن (بالسويدية: Blot-Sven، سفن المُضحي) ملكٌ سويدي حكم في حوالي سنة 1080م، الذي أزاح صهره النصراني ملك السويد إنغه عندما رفضَ أن يقدم البلوت (الأضحيات/القرابين الوثنية) في معبد أوبسالا. لا يوجد ذكر لسفن في قائمة الملوك في قانون القوط الغربيين، مما يُشير إلى أن سلطته لم تصل إلى فستريوتلاند. يرى المؤرخ السويدي أدولف شوك (Adolf Schück) أن سفن على الأرجح هو نفس شخص هوكان الأحمر و كان يُدعى بلوت سوين (Blót Swain) (سوين الذي كان مستعداً لتقديم البلوت) وكان ذلك لقباً وليس اسماً شخصياً.

## إنتقاله إلى العرش
أول مصدر يصف قدوم بلوت-سفن إلى السلطة هو ملحمة هارفارار الأسطورية:
| بلوت-سفن | تزوج الملك إنغي (Ingi) إمرأةً تُدعى مير (Mær) والتي كان لديها أخٌ يُدعى سفن (Svein). الملكُ إنغي أحب سفن أكثر من أي رجلٍ آخر، و هكذا أصبح سفن أعظم رجلٍ في السويد. | بلوت-سفن |

ولكن إنغه لم يسمح للشعب بأن يتبعوا الطرق القديمة، على عكس والده ستنكيل. كانت ردة فعل السويديين قوية وطلبوا من إنغه إما أن يمتثل للتقاليد القديمة أو يتنازل عن العرش. عندما صرح إنغه أنه لن يتخلى عن النصرانية، رشقه الشعبُ بالحجارة وساقوه بعيداً. كانت تلك الفرصة لسفن ليتولى السلطة، والقصة التي تزودها ملحمة هارفارار عن تنصيبه تحتوي على وصفٍ نادرٍ عن طقسٍ هندو-أوروبي قديم للتضحية بالحصان:
| بلوت-سفن | بقي سفن (Svein) صهر الملك في الوراء في المجلس، و عرض على السويديين أن يقدم القرابين/الأضحيات نيابةً عنهم إن أعطوه المملكة. كلهم وافقوا على سفن، و عندها اعترف به ملكاً على كل السويد. وجُلب حصان إلى المجلس و قطع ليؤكل، ولُطخت الشجرة المقدسة بالدم. ثم تخلى السويديون عن النصرانية، وعادت الأضحيات من جديد. وساقوا الملك بعيداً، و ذهب إلى فستريوتلاند. | بلوت-سفن |